# 阿马尔吉特·辛格·塔基
阿马尔吉特·辛格·塔基（1965年2月28日—），印度外交官，曾任印度驻澳大利亚珀斯总领事。

## 经历
阿马尔吉特·辛格·塔基生于1965年2月28日。他畢業於德里大學，並完成了塔夫茨大學弗莱彻法律与外交学院的高級外交領導力課程。
塔基先生在印度外交部新德里总部及印度驻外使领馆中担任过多个重要职务。他曾在印度驻日本、乌兹别克斯坦、阿尔及利亚、印度尼西亚和波兰的大使馆，以及印度常驻联合国纽约代表团任职。在雅加达，他负责处理印度与东盟对话伙伴关系及东亚峰会的区域合作事务，还涉及双边教育与技术合作及相关项目。在华沙，他处理印度与波兰及立陶宛的双边关系，并负责印度参与民主国家共同体和北极理事会等多边事务。
2012年1月至2016年1月，他负责建立并领导了印度驻印度尼西亚巴厘岛的新总领事馆，该馆负责印尼东部15个省的领事事务。
后担任印度外交部的联秘，领导RBB与I&T司，负责推动官方语言及其他印度语言在国内外的推广工作，并与设在斐济苏瓦的世界印地语秘书处密切合作，为在斐济召开的世界印地语大会做好了准备。2022年6月7日，塔基出任印度驻珀斯总领事。2025年离任。

## 个人生活
已婚，与妻子育有两子。